# 丁洪 (物理学家)

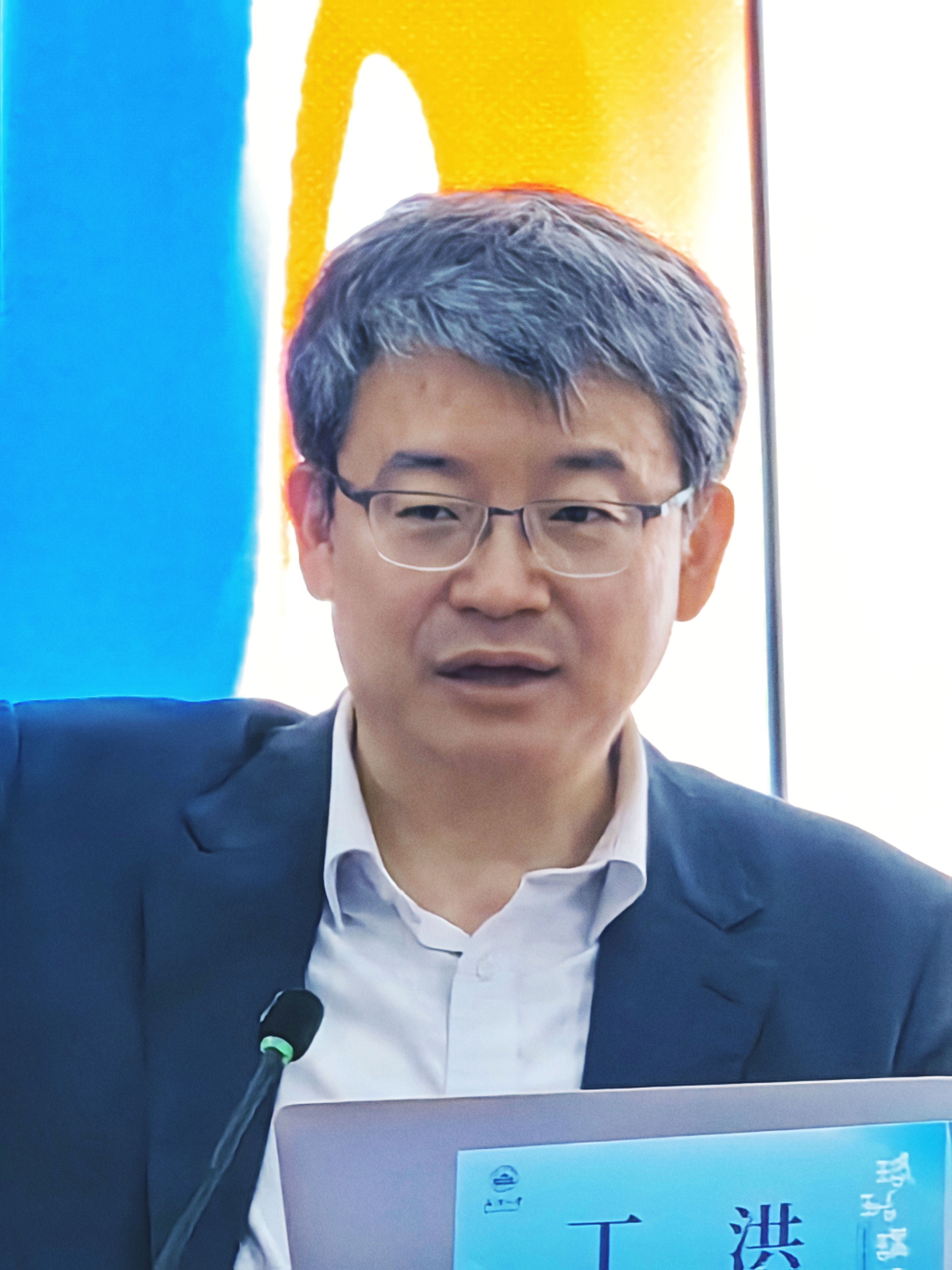
丁洪在珞珈讲坛

丁洪（1968年4月—），生于湖南长沙，物理学家，中国民主同盟盟员，波士顿学院物理系教授，中国科学院北京物理研究所凝聚态国家重点实验室首席科学家，中国科学院院士，中组部千人计划首批入选者。

## 生平
丁洪1986年至1990年本科就读于上海交通大学物理系。1999年在伊利诺伊大学芝加哥分校获得物理学博士学位。1998起任教于波士顿大学物理系，并于2008年任正教授。丁洪是美国物理学会会员（APS fellow）。